# Institutul de Fizică din Erevan
Laboratorul Științific Național „A.I. Alihanian” (în armeană Ա.Ի. Ալիխանյանի անվան Ազգային Գիտական Լաբորատորիա, transliterat: A.I. Alikhanyani anvan Azgayin Gitakan Laboratoria) este un institut de cercetare situat în Erevan, Armenia. A fost fondat în 1943 ca o filială a Universității de Stat din Erevan de către frații Avram Alihanov și Artem Alihanian. Institutul este adesea menționat sub acronimul YerPhI (Yerevan Physics Institute – „Institutul de Fizică din Erevan”). La 1 septembrie 2011 a fost reorganizat și redenumit Laboratorul Științific Național A.I. Alihanian (Institutul de Fizică din Erevan), preluând numele unuia dintre fondatori.

## Istoric
După înființarea institutului, pe muntele Aragats au fost instalate două stații de cercetare a radiației cosmice: „Aragats”, la 3.200 m și „Nor Amberd”, la 2.000 m.
În 1963, institutul a intrat sub autoritatea Comitetului de Stat pentru Energie Atomică al Uniunii Sovietice, până în 1992, când, în urma dizolvării Uniunii Sovietice, a intrat sub autoritatea Ministerului Industriei și Comerțului din Republica Armenia.
Construcția unui sincrotron de electroni de 6 GeV, finalizată în 1967, a devenit un reper important în istoria institutului, acesta fiind primul accelerator de particule din Armenia (Arus „ԱՐՈՒՍ”). După anul 1992, YerPhI a continuat cercetările în domeniile fizicii energiilor înalte și astrofizicii în Armenia și în întreaga lume, folosind cele mai mari acceleratoare din lume și detectoare de raze cosmice. În prezent, YerPhI deține statutul de laborator național, atribuindu-i-se anual peste 30% din publicațiile științifice ale țării și 70% din referințele științifice din Armenia.

## Activitate științifică
Printre rezultatele importante obținute de YerPhI în primii ani se numără descoperirea de protoni și neutroni în razele cosmice și stabilirea primelor dovezi ale existenței particulelor cu mase între cea a miuonilor și protonilor. Stațiile de cercetare de mare altitudine au rămas până în prezent principala bază de cercetare a Diviziei de Raze Cosmice din YerPhI, printre realizările căreia s-au numărat descoperirea caracteristicii de „genunchi” (knee) în reprezentarea grafică a componentelor luminoase ale razelor cosmice primare, detectarea protonilor de cea mai mare energie accelerați pe Soare și crearea Centrului Spațial de Mediu Aragats în 2000 pentru studiile conexiunii solar-terestre, domeniu în care CRD a devenit unul dintre liderii mondiali.
În perioada 1970-1991, sincrotronul de electroni de 6 GeV a fost operat cu energii de până la 4,5 GeV, iar Divizia de Fizică Experimentală a obținut rezultate semnificative în domenii precum cercetarea proprietăților hadronice ale fotonilor în fotoproducția π-mezonului pe nuclee, structurile rezonanțelor nucleonice în experimente de multipolarizare, structura și caracteristicile materiei nucleare, proprietățile importante ale radiației de tranziție a razelor X și canalizarea în monocristale. Datorită acestor realizări, fizicienii de la Institutul de Fizică din Erevan, începând din 1985, participă la proiecte ample de colaborare internațională.
Tema tradițională a YerPhI este dezvoltarea de noi detectoare de particule. Camerele de scântei de dimensiuni mari și detectoarele de radiații de tranziție sunt exemple de tehnici experimentale dezvoltate și implementate la YerPhI. În ultimii ani, grupuri de oameni de știință de la Institutul de Fizică din Erevan au participat activ la experimente de fizică a energiei intermediare și înalte în străinătate (JLAB, DESY, CERN-LHC, MAX-lab, MAMI), explorând structurile mezonice și nucleonice, interacțiunile electromagnetice ale nucleonului, dualitatea quark-hadron, interacțiuni „cu rază scurtă” nucleon-nucleon, hadronizarea quarcilor în mediu nuclear și vid, studiul fizicii dincolo de modelul standard, fizica bosonului Higgs, plasma quark-gluon, fisiunea și fragmentarea nucleelor și hipernucleilor, dar și desfășurarea de lucrări în direcția proiectării și construirii unor echipamente experimentale, precum și pentru achiziționarea și analiza datelor cu ajutorul pachetelor software utilizate în experimentele științifice moderne.
Departamentul teoretic asigură contribuții majore în mai multe domenii precum fizica mezonului B, cromodinamica cuantică și fenomenologia aferentă, fizica neutrinilor, teoria cuantică a câmpurilor, teoria corzilor/M, modele integrabile, fizică statistică, materie condensată și informații cuantice. Rezultatele sunt recunoscute la nivel internațional și sunt adesea citate.

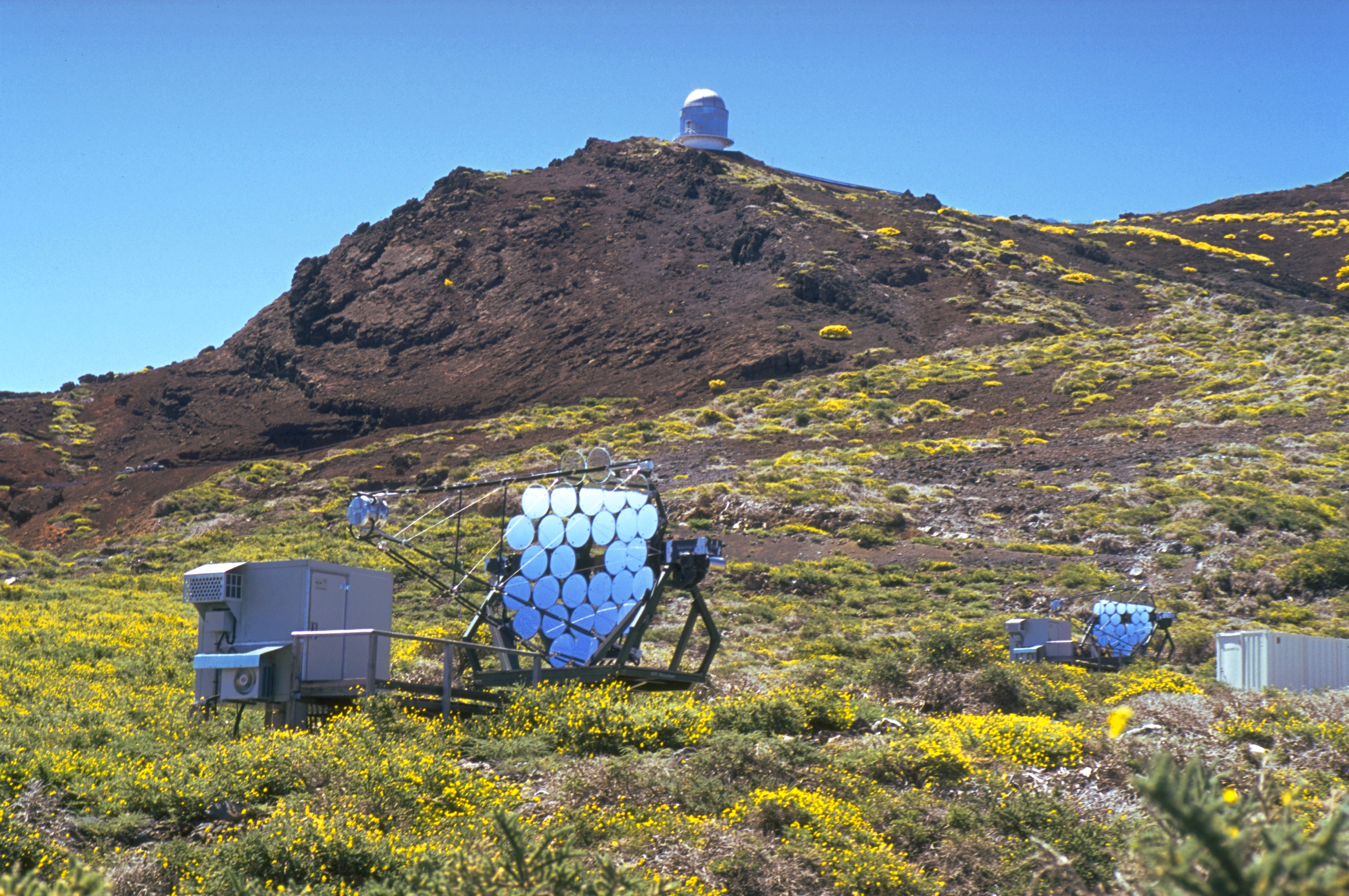
Sistem Hegra la Observatorul Roque de los Muchachos, La Palma, Insulele Canare, 2001

La mijlocul anilor 1980, specialiștii YerPhI au dezvoltat conceptul de abordare stereoscopică în astrofizica cu raze gamma de ultra-înaltă energie, folosind telescoape Cerenkov atmosferice multiple (Imaging Atmospheric Cherenkov Telescopes - IACT). Acest concept a fost concretizat în sistemul IACT de mare succes HEGRA (High-Energy-Gamma-Ray Astronomy):273. După succesul inițial, fizicienii armeni au participat cu succes la operarea sistemelor IACT MAGIC (Major Atmospheric Gamma Imaging Cherenkov Telescopes) din Insulele Canare și HESS (High Energy Stereoscopic System) din Namibia.
De-a lungul multor ani, Departamentul de Fizică Aplicată al YerPhI investighează structura electron-energie a noilor materiale laser cu bandă largă folosind radiația sincrotron în diferite regiuni spectrale. Investigațiile au fost efectuate în colaborare cu Centrul național german de cercetare științifică fundamentală DESY (Deutsches Elektronen-SYnchrotron) și apoi continuate în colaborare cu Laboratorul național suedez MaxLab.

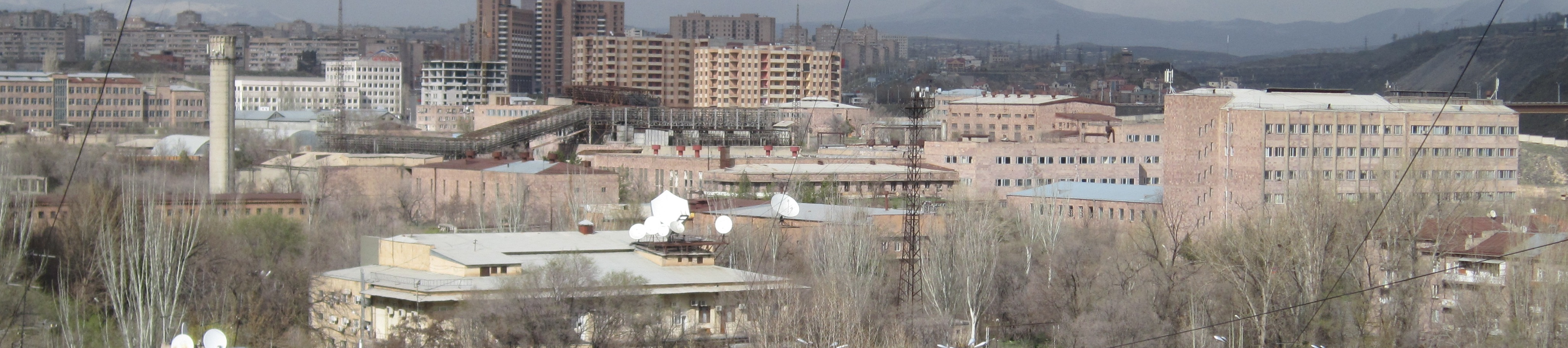
Institutul de Fizică din Erevan

## Structură
YerPhI este organizat în mai multe departamente.
- Departamentul de fizică experimentală, înființat în 1967, când a fost lansat sincrotronul electronic de 6 GeV Erevan, pe care s-au efectuat experimente la scară largă până la oprirea acestuia în 2005. Activitățile științifice ale departamentului includ și cercetări în domeniul fizicii nucleare de joasă energie, care se desfășoară cu ajutorul acceleratorului liniar de electroni LUE-75, care asigură un fascicul stabil de electroni cu o energie de până la 75 MeV și un curent de până la 1 µA.
- Centrul de fizică teoretică, fondat și condus multă vreme de profesorul Serghei Matinian, colaborează cu Catedra de Fizică Teoretică a Universității de Stat din Erevan, cercetătorii Centrului fiind incluși în lista celor mai eficienți 100 de cercetători din Armenia, iar membrii grupului de fizică statistică a sistemelor complexe au primit Premiul Președintelui Republicii Armenia în 2019.
- Centrul de cosmologie și astrofizică, care efectuează cercetări dedicate problemelor neliniare ale cosmologiei, structurii pe scară largă a universului, dinamicii haotice a sistemelor gravitaționale, studierea comportamentului sistemelor dinamice, prelucrarea datelor folosind algoritmi de învățare automată. Printre activitățile Centrului se numără participarea la programul de satelit LARES (în colaborare cu Agenția Spațială Italiană și Agenția Spațială Europeană), în cadrul căruia a fost efectuată o verificare de înaltă precizie a teoriei generalizate a relativității, precum și verificarea de înaltă precizie a invarianței vitezei luminii la Instalația Europeană de Radiații Sincrotron (European Synchrotron Radiation Facility) din Grenoble (test Kennedy-Thorndike).
- Departamentul de tehnologii cuantice, înființat în 2022, care elaborează metode teoretice de calcul ale tehnologiilor cuantice. Cercetătorii au dezvoltat un nou model de calculator cuantic, efectuează studii experimentale ale sistemelor cuantice hibride pentru a realiza internetul cuantic folosind calculatoare cuantice, au introdus și investigat conceptul de selecție termodinamică, au descris mecanismul general de generare a zgomotului în optica cuantică, prezentând și o modalitate de înlăturare a acestuia.
- Departamentul de studiere a radiației cosmice, continuatorul cercetării razelor cosmice pe versanții muntelui Aragats începută în 1943 de Artem și Avram Alihanian, este fondatorul rețelei europene de detectoare de înregistrare a particulelor SEVAN (Space Environment Viewing and Analysis Network)[2]:195–210. În 2007, primele 4 detectoare SEVAN au fost instalate în Erevan și pe versanții muntelui Aragats, iar din 2008, rețeaua SEVAN s-a extins la nivel global, noi detectoare fiind instalate în Croația, Bulgaria, Germania, Cehia, Slovacia și India.
- Departamentul de fizică computațională și tehnologii informaționale desfășoară lucrări în două direcții principale: fizica computațională și analiza datelor (activitate științifică), dezvoltarea și întreținerea resurselor de calcul și rețelelor (activitate software și tehnică). Din 2018, un grup de cercetători ai departamentului a devenit membru al experimentului științific internațional Belle II, în cadrul căruia se preconizează studierea unei game largi de fenomene în domeniul fizicii moderne a energiei înalte.
- Departamentul de cercetare în fizică aplicată efectuează cercetări în domeniul științei materialelor. Una dintre direcțiile țintă ale departamentului este studiul efectului radiațiilor (fascicule de electroni, protoni) asupra proprietăților fizice, optice și biologice ale materiei.
- Departamentul de cercetare și producție a izotopilor, înființat în 2010, este dedicat în principal dezvoltării tehnologiei de obținere a izotopilor radioactivi utilizați în scopuri medicale și organizării producției experimentale. Au fost dezvoltate tehnologii de obținere a radioizotopilor 99mTc și 123I, în prezent studiindu-se radioizotopii 67Ga, 68Ga, 67Cu și 64Cu.

Directorii YerPhI:
- Artem Alihanian (1943–1973),
- Andrei Amatuni (1973–1992),
- Ruben Mkrtcian (1992–2001),
- Hracia Asatrian (2001–2008),
- Ashot Chilingarian (2008–2018),

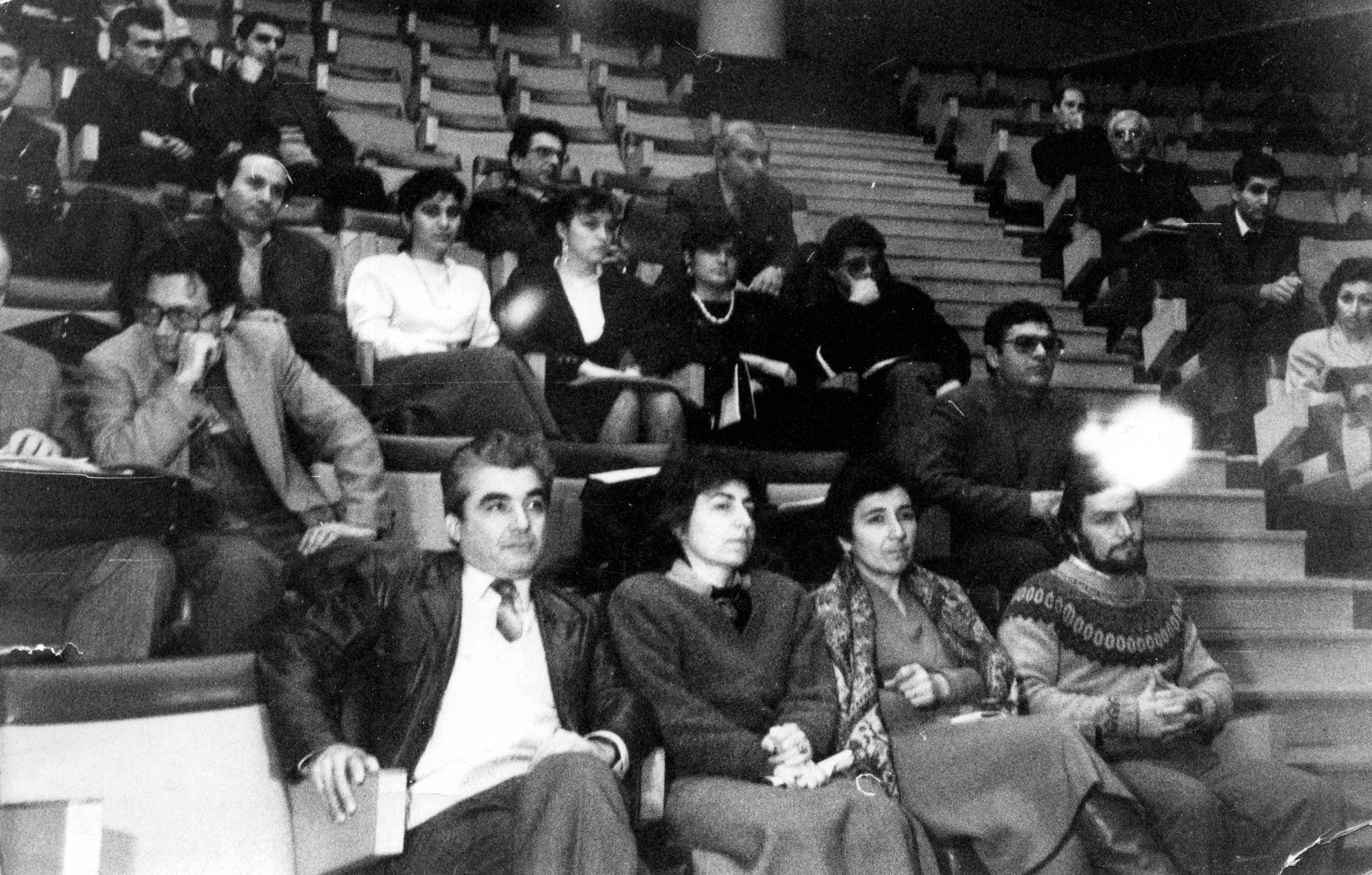
ArmSCII 07 – prima conferință IT, Institutul de Fizică Erevan, Armenia, 1991

- Ani Aprahamian (2018–2023), prima femeie director al YerPhI[3],
- Gevorg Karian (2023–prezent).